# Belagerung von Belgrad (1456)
Die Belagerung Belgrads (altungarisch Nándorfehérvár) dauerte vom 4. bis zum 22. Juli 1456. Die zum Königreich Ungarn gehörende Stadt war nach der Eroberung von Konstantinopel in das Blickfeld des osmanischen Sultans Mehmed II. geraten, und ihr Besitz hätte eine gute Ausgangsbasis für die weitere Eroberung ungarischer Gebiete abgegeben.
Die Verteidiger Belgrads wurden von Johann Hunyadi angeführt, der sich zu dieser Zeit bereits einen Namen als „Türkenkämpfer“ gemacht hatte. Die erfolgreiche Verteidigung der Stadt bewahrte das ungarische Reich eine Zeitlang vor einer weiteren direkten Konfrontation mit einem der mächtigsten Reiche der damaligen Zeit.

## Die Festung Belgrad

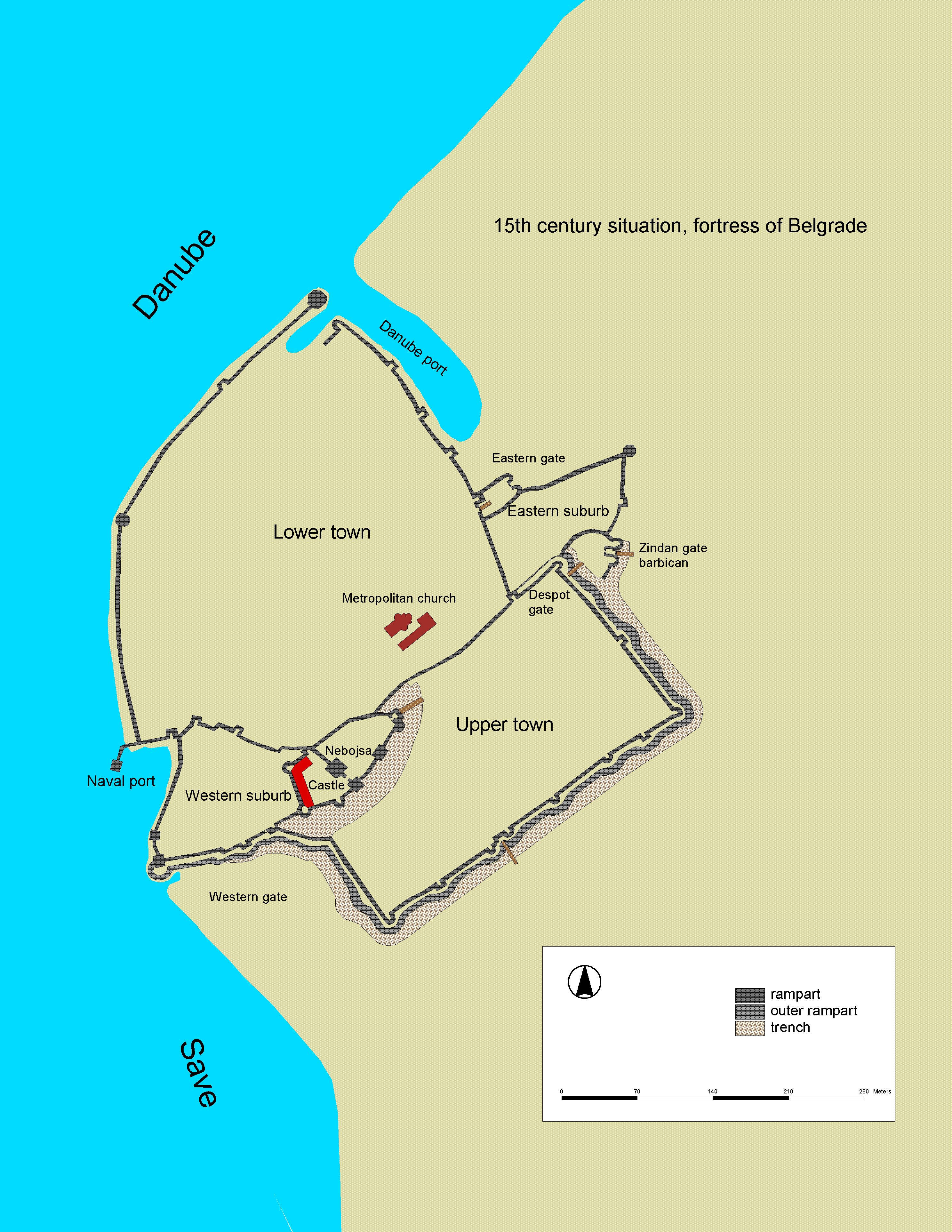
Situation im 15. Jahrhundert

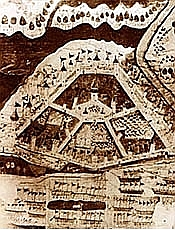
Belagerung von Belgrad, türkisches Manuskript, 15. Jahrhundert

Die Festung von Belgrad lag strategisch im Süden Ungarns, nahe der Grenze zum Serbischen Despotat unter Đurađ Branković. Von hier führte der einzige Weg von Singidunum in der Ungarischen Tiefebene nach Konstantinopel, nämlich die seit der Spätantike so genannte Via Militaris (Militärstraße). Entlang der Morava und Nišava führte sie einerseits über Bulgarien nach Thrakien an den Bosporus, sowie nach der Abzweigung bei Naissus über den Vardar nach Makedonien.
Die Festung von Belgrad hatte ihren Ursprung 535 in der Erneuerung der Legionslager als Grenzbefestigungen (kastron) an der Donau unter Justinian I. Nach der völligen Aufgabe der Donaugrenze wurde die Burg von Belgrad erst im 12. Jahrhundert durch Kaiser Manuel I. als strategisches Fort gegen Ungarn errichtet. Doch erst nach der Schlacht bei Ankara, aus der Stefan Lazarević als Verbündeter des von Timur geschlagenen osmanischen Sultans Beyazit Yildirim unter glücklichen Umständen zurückkehrte, begannen die Serben, die Burg als Zentrum des neu errichteten Serbischen Despotats durch eine ausnehmende Bautätigkeit, in der die Teile der alten Burg als Stadtschloss des Despoten dienten, großräumig als Festung umzubauen. Es entstand eine neue Anlage mit einer baulichen Trennung der Ober- und Unterstadt, die teilweise durch einen zweifachen Mauerring sowie einen tiefen Graben hervorragend geschützt wurde. Die Anlage nutzte militärische Kenntnisse der Byzantiner und profitierte außerdem von der Festungsbaukunst der Kreuzritter sowie der Araber. Belgrad wurde so innerhalb von zwei Jahrzehnten die stärkste Festung der Balkanhalbinsel.

## Vorbereitung
Nachdem offensichtlich geworden war, dass Mehmed II. nach dem Fall von Konstantinopel 1453 seine Ressourcen sammelte, um gegen Ungarn zu kämpfen, begab sich Hunyadi nach einer öffentlichen Versöhnung mit all seinen Feinden 1455 nach Belgrad, um auf eigene Kosten die Festung auszurüsten und zu bewaffnen. Als er sie stark befestigt unter dem Kommando seines Schwagers Mihály Szilágyi und seines älteren Sohns Ladislaus verlassen hatte, bildete er eine Entlastungsarmee und eine Flotte von 200 Galeeren. Unterstützt wurde er vom Franziskaner Giovanni da Capistrano, der so wirksam den Kreuzzug predigte, dass Hunyadis Armee um zahlreiche kriegsbegeisterte Bauern verstärkt werden konnte. Der Kern des Heers bestand aus Söldnern und adligen Reitern.

## Belagerung

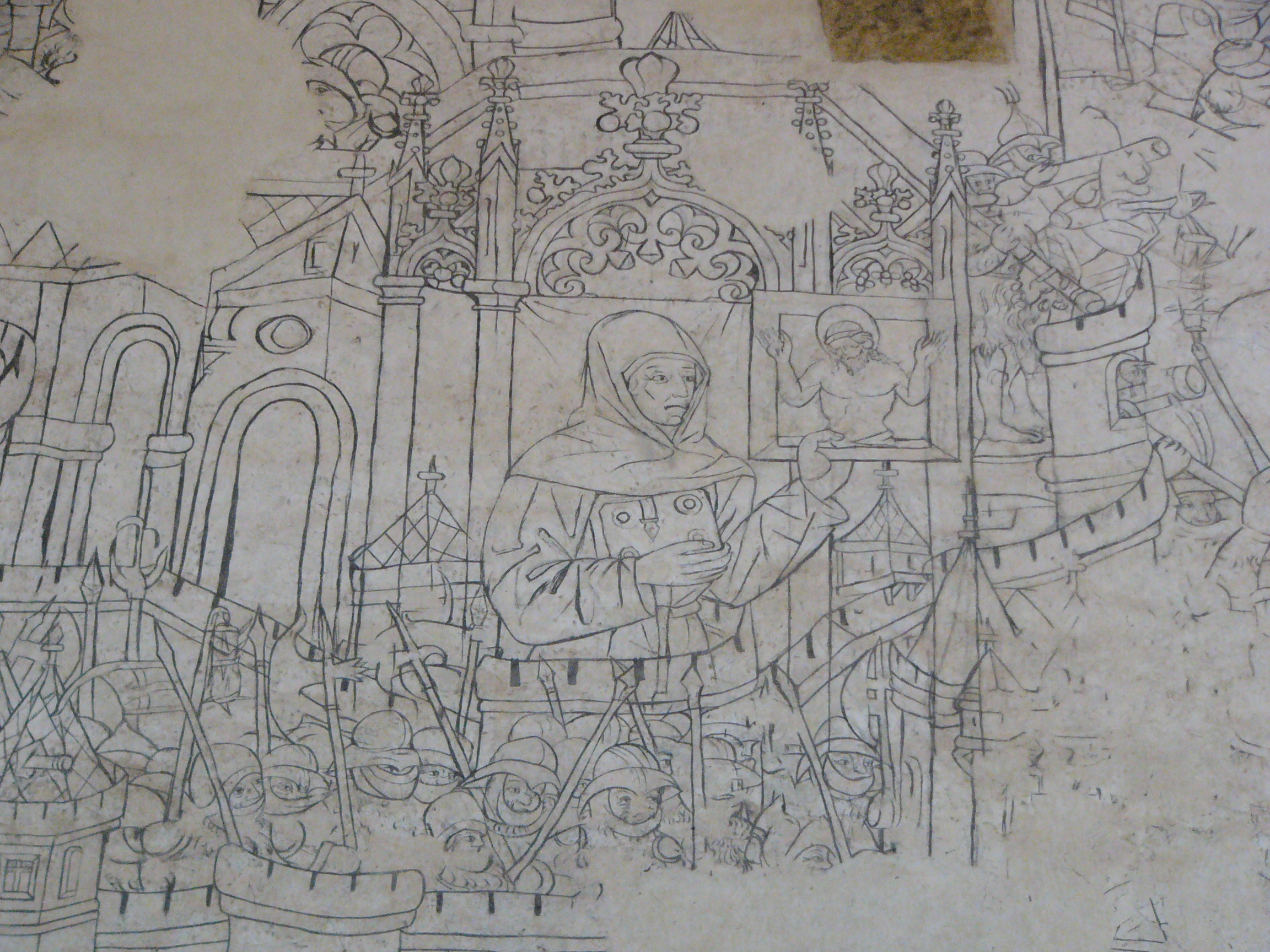
Fresko der Belagerung von Belgrad, Darstellung von 1468

Am 14. Juli 1456 zerstörte Hunyadi mit seiner Flottille die türkische Flotte. Am 21. Juli erwehrte sich Szilágyi eines heftigen Angriffes. Am selben Tag verfolgte Hunyadi die verwirrten Türken bis in ihr Lager, das er nach einem verzweifelten und heftigen Zusammenstoß einnahm. Der verwundete Mehmed hob daraufhin die Belagerung auf und kehrte nach Konstantinopel zurück. Damit war die Unabhängigkeit zumindest Ungarns für weitere 70 Jahre sichergestellt.

## Nachwirkungen
Für ihren Sieg zahlten die Magyaren einen hohen Preis, denn Hunyadi starb nur drei Wochen nach dem Abzug der Osmanen in seinem Lager an der Pest.
Der für die ungarischen Verteidiger positive Ausgang der Belagerung hatte nach damaliger Überzeugung das Schicksal des christlichen Abendlandes vorläufig gerettet. Jedoch war es nur Belgrad selbst, das zunächst außerhalb des osmanischen Machtbereichs blieb, während hingegen das Despotat Serbien bis 1459 erobert wurde. Entgegen dem vor allem in der ungarischen Geschichtsschreibung geförderten Mythos, der Sieg bei Belgrad habe die osmanische Expansion um sieben Jahrzehnte aufgehalten bzw. Ungarn und Mitteleuropa bis zur Schlacht bei Mohács im Jahr 1526 zumindest eine 70-jährige Atempause verschafft, stießen die Türken auch in der zweiten Hälfte des 15. Jahrhunderts mehrfach nach Ungarn, Siebenbürgen und Kroatien vor. 1493 versuchten sie – abermals erfolglos – eine erneute Einnahme Belgrads, die ihnen schließlich 1521 gelang.
Der von Papst Kalixt III. eingeführte Brauch des Mittagsläutens erinnert aufgrund eines historischen Irrtums bis heute an den Sieg in den christlichen Ländern.